# Casca do ovo
Casca de ovo é a parte rígida, externa e protetora dos ovos. O ovo é considerado um ingrediente fundamental em diversas cozinhas, admitindo numerosas formas de preparação. Podem ser utilização como ingrediente principal, complemento ou em partes em distintos pratos, podendo ser doces ou salgados. 

## Estrutura
Podendo também não possuir parte rígidas, assim como as ovas de peixes e de diversos outros animais. É uma parte comestível, onde é possivel o consumo através de tratamento químico, como exemplo dos ovos curtidos em vinagre. A casca possui cerca de 10 a 20 por cento do peso total do ovo.

## Características
A estrutura de uma casca de ovo pode variar conforme as espécies, pode-se dizer que é uma fonte importante de proteína alinhada com alguns minerais, por regra geral, o cálcio em composto químico com o carbonato de cálcio. O cálcio presente nos ovos procede de um processo de sedimentação, não existem células nas aves que geram a casca do ovo.